# Atletica leggera ai Giochi della XXV Olimpiade - Lancio del disco maschile

Video della Finale (Romas Ubartas)

Il lancio del disco ha fatto parte del programma maschile di atletica leggera ai Giochi della XXV Olimpiade. La competizione si è svolta nei giorni 3 e 5 agosto 1992 allo Stadio del Montjuic di Barcellona.

## Presenze ed assenze dei campioni in carica
| Competizione         | Atleta             | Prestazione | Barcellona 1992 |
| -------------------- | ------------------ | ----------- | --------------- |
| Olimpiadi 1988       | Jürgen Schult      | 68,82 m     | Presente        |
| Goodwill Games 1990  | Roman Ubartas      | 67,14 m     | Presente        |
| Europei 1990         | Jürgen Schult      | 64,58 m     | Presente        |
| Asiatici 1990        | Zhang Jinglong     | 61,18 m     | Assente         |
| Panamericani 1991    | Anthony Washington | 65,04 m     | Presente        |
| Mondiali 1991        | Lars Riedel        | 66,20 m     | Presente        |
|                      |                    |             |                 |
| Mondiali junior 1988 | Andreas Seelig     | 58,60 m     | Non selez.      |

1. ↑  L'attrezzo pesa 1,75 kg.

## La gara
Qualificazioni: Solo tre atleti ottengono la misura richiesta. Ad essi vanno aggiunti i 9 migliori lanci, fino a 60,20 m. Il miglior lancio è di Romas Ubartas con 66,08. Il campione del mondo Lars Riedel, reduce da un infortunio, non supera i 60 metri; si deve accontentare di guardare la gara come spettatore.

Finale: Ubartas lancia per ultimo; sfrutta questo vantaggio dosando le proprie forze. La sua gara è un continuo crescendo: ogni lancio migliora il precedente. Al terzo tentativo prende il comando della competizione superando, con 64,36, il 64,26 iniziale di Jürgen Schult, il favorito. Schult si rifà alla quinta prova con 64,94, ma Ubartas gli risponde subito con il 65,12 che gli vale la vittoria.

## Risultati

### Qualificazioni
Stadio olimpico Lluís Companys, lunedì 3 agosto.

Si qualificano per la finale i concorrenti che ottengono una misura di almeno 63,00 m; in mancanza di 12 qualificati, accedono alla finale i concorrenti con le 12 migliori misure.

### Finale
Stadio olimpico Lluís Companys, mercoledì 5 agosto.

I migliori 8 classificati dopo i primi tre lanci accedono ai tre lanci di finale.
| Pos     | Atleta                | Paese             | 1ª prova | 2ª prova | 3ª prova | 4ª prova | 5ª prova | 6ª prova | Misura  | Note |
| ------- | --------------------- | ----------------- | -------- | -------- | -------- | -------- | -------- | -------- | ------- | ---- |
| Oro     | Romas Ubartas         | Lituania          | 60,90 m  | 62,64 m  | 64,36 m  | x        | 65,12 m  | x        | 65,12 m |      |
| Argento | Jürgen Schult         | Germania          | 64,26 m  | 63,54 m  | 63,84 m  | 63,38 m  | 64,94 m  | 63,08 m  | 64,94 m |      |
| Bronzo  | Roberto Moya          | Cuba              | 64,12 m  | x        | x        | 62,72 m  | x        | 62,02 m  | 64,12 m |      |
| 4       | Costel Grasu          | Romania           | 59,90 m  | 60,50 m  | 62,18 m  | 62,86 m  | 62,40 m  | x        | 62,86 m |      |
| 5       | Attila Horváth        | Ungheria          | 62,50 m  | 62,72 m  | 62,82 m  | x        | 62,56 m  | 62,06 m  | 62,82 m |      |
| 6       | Juan Martínez         | Cuba              | 61,72 m  | 61,30 m  | 61,86 m  | 62,64 m  | 62,10 m  | x        | 62,64 m |      |
| 7       | Dmitriy Kovtsun       | Squadra Unificata | x        | 60,04 m  | 60,58 m  | x        | 60,66 m  | 62,04 m  | 62,04 m |      |
| 8       | Dmitrij Ševčenko      | Squadra Unificata | 61,78 m  | 60,92 m  | x        | x        | x        | x        | 61,78 m |      |
| 9       | David Martínez        | Spagna            | 59,74 m  | 59,54 m  | 60,16 m  |          |          |          | 60,16 m |      |
| 10      | Werner Reiterer       | Australia         | 60,12 m  | 58,92 m  | x        |          |          |          | 60,12 m |      |
| 11      | Vésteinn Hafsteinsson | Islanda           | 60,06 m  | x        | 58,90 m  |          |          |          | 60,06 m |      |
| 12      | Anthony Washington    | Stati Uniti       | 59,96 m  | x        | 58,76 m  |          |          |          | 59,96 m |      |

Legenda:
- X = Lancio nullo;
- RO = Record olimpico;
- RN = Record nazionale;
- RP = Record personale;
- PS = Personale stagionale;
- NM = Nessun lancio valido;
- NE = Non è sceso in pedana.